# Live Is Life
«Live Is Life» (з англ.— «Наживо це життя») — пісня австрійської групи Opus
.
Сингл створений у вересні 1984 року і в тому ж році записаний пізніше. Влітку 1985 року пісня була хітом номер 1 в ряді європейських країн. У Північній Америці сингл також став хітом, досягнувши 1 місця в Канаді і увійшовши в першу сороковку в США в 1986 році. З того часу пісню переспівував ряд відомих виконавців.

## Історія
«Live Is Life» — другий сингл групи Opus, він вийшов в 1985 році і зустрів величезний успіх. Сингл вийшов на 11 році існування групи. Пісня тоді очолила чарти у багатьох країнах, включаючи Австрію (вісім тижнів на 1 місці), Німеччину, Францію (сім тижнів) і Швецію (чотири тижні).
У Франції це 149-й найпродаваніший сингл всіх часів (з продажами в 857000 примірників).
Пісня була записана на концерті в м. Оберварт 2 вересня 1984 року, на якому група відзначала свою одинадцяту річницю. Вона записана наживо на концерті, групі підспівують глядачі. Текст пісні висловлює «захоплену любов групи до виступів на сцені» .
У 1994 році з нагоди Чемпіонату світу з футболу того року група Opus випустила другу версію пісні «Live Is Life». Ця версія досягла в Австрії першої десятки.

## Кавер-версії
Словенська авангардна група Laibach включила два кавери цієї пісні в стилі мартіан-індастріал у свій альбом 1987 року Opus Dei. Перша версія, «Leben Heißt Leben», виконувалася німецькою мовою. Друга версія, «Opus Dei», була англійською. Пісня «Opus Dei» була видана окремим синглом, і відеокліп до неї (названий там «Life is Life») багато крутили на американському кабельному музичному каналі MTV. У «Opus Dei» залишилася частина оригінального англомовного тексту, але пісня подавалася в такому музичному стилі, що значення цих віршів можна було трактувати по-різному. Підривна інтерпретація цієї пісні групою Laibach перетворила позитивний, радісний гімн у тріумфальний, напористий військовий марш. Цієї частини немає у відеокліпі, але один раз приспів виконується в перекладі на німецьку, будучи яскравим прикладом того, як його зміст може змінюватися залежно від контексту.